# Les Ailes de l'amour
Pour plus de détails, voir Fiche technique et Distribution.
Les Ailes de l'amour (جنـــــــاح لهــــوى) est un film italo-marocain réalisé par Abdelhai Larakil, sorti en 2011.

## Fiche technique
- Titre : Les Ailes de l'amour
- Genre : Romance
- Réalisation : Abdelhai Laraki
- Scénario : Abdelhaï Laraki, Violaine Bellet
- Pays :  Maroc,  Italie
- Durée : 113 min.
- Version : arabe
- Sous-titrage : français
- Pellicule :
- Son : Taoufik Mekraz
- Musique : Richard Horowitz
- Postproduction :
- Travaux du son :
- Lieu de tournage :
- Production :
- Directrice de Production :

## Distribution
- Omar Lotfi : Thami
- Ouidad Elma : Zineb
- Driss Roukhe : le Mokkadem
- Amal Ayouch : Hajja Hlima